# Velódromo Panamericano
Das Velódromo Panamericano ist eine Radrennbahn im mexikanischen Tlaquepaque, einem Nachbarort von Guadalajara.
Das Velódromo Panamericano wurde aus Anlass der Panamerikanischen Spiele 2011 erbaut. Seine Tribünen bieten Platz für rund 2000 Zuschauer. Die Bahn selbst gilt als eine der besten in Lateinamerika. Das Velodrom wurde vom Weltradsportverband UCI im Oktober 2011 erst zertifiziert, nachdem zwei Säulen entfernt worden waren, die die Sicht beeinträchtigten. Architekt des Velodroms ist Humberto Encinas Martínez.
Im Januar 2014 wurde im Velodrome Panamericano der dritte Lauf des Bahnrad-Weltcups 2013/14 ausgetragen. Die Betreiber der Bahn bewarben sich zudem erfolgreich um die Ausrichtung eines weiteren Weltcup-Laufs im November 2014.